# Coram (Montana)
Coram – jednostka osadnicza w Stanach Zjednoczonych, w stanie Montana, w hrabstwie Flathead.